# Glärnisch
Il Glärnisch (2.914 m s.l.m.) è una montagna delle Alpi Urano-Glaronesi nelle Alpi Glaronesi. Si trova in Svizzera, nel Canton Glarona, a sud del Lago di Klöntal.